# Heliga Treenighetens kyrka, Teljadovichi
Heliga Treenighetens kyrka (belarusiska: Свята-Троіцкая царква/Svjata-Troitskaja tsarkva) är en belarusisk-ortodox träkyrkobyggnad belägen i samhället Teljadovichi i Minsks voblast i centrala Belarus.
Kyrkan är helgad åt Treenigheten och tillhör Slutsks stift i den belarusisk-ortodoxa kyrkan

## Historia
Heliga Treenighetens kyrka i Teljadovichi byggdes på bekostnad av ett romersk-katolskt nunnekloster under den andra halvan av 1700-talet, vilket innebar att den ursprungligen var en klosterkyrka.
1868 byggdes klosterkyrkan om till en vanlig kyrkobyggnad. Mellan 1987 och 1988 byttes taket ut.
Vem som var arkitekten till kyrkan är okänt.

## Kyrkobyggnaden
Heliga Treenighetens kyrka är byggd i klassicistik stil.

## Klocktornet
Det åttakantiga klocktornet tros ha byggts vid ombyggnaden 1868.

## Bilder

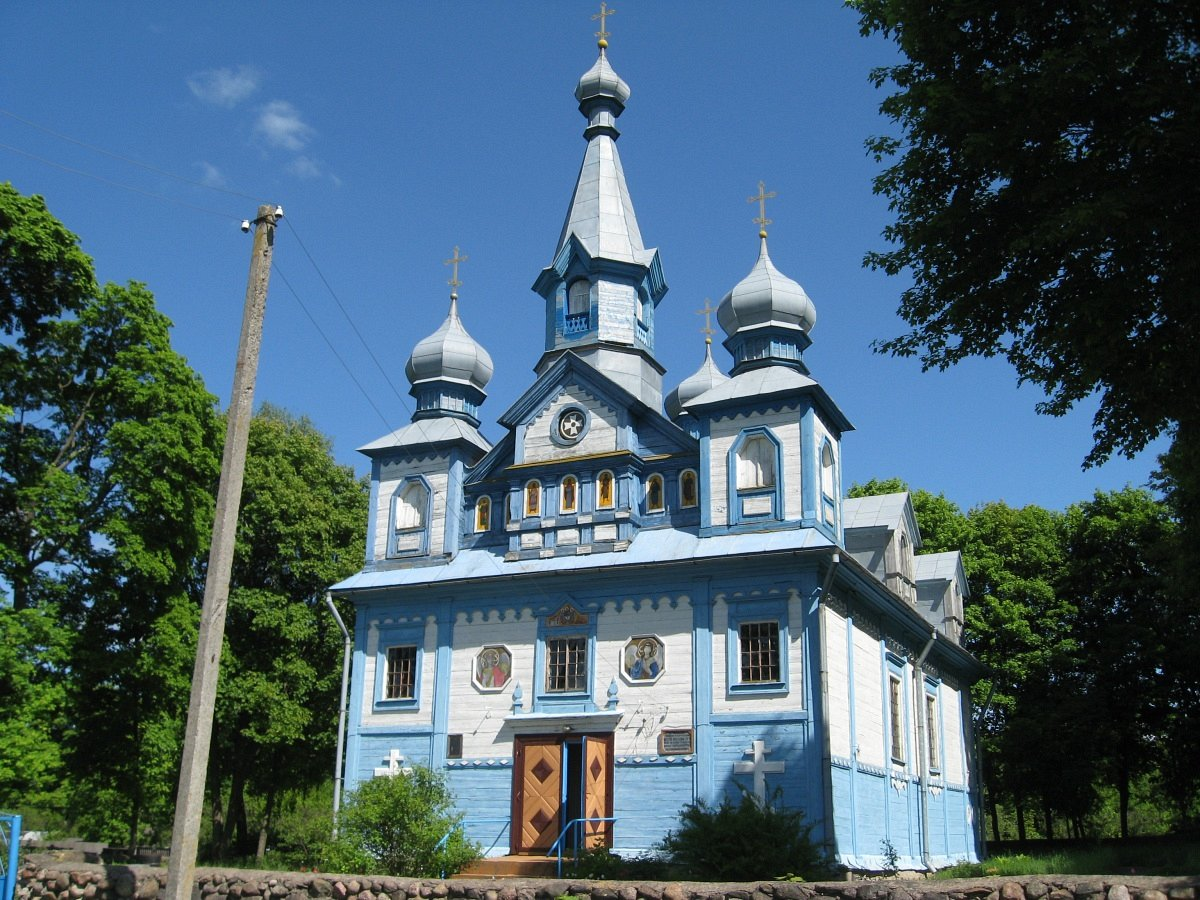
Heliga Treenighetens kyrka i ljusblå färg (2012).
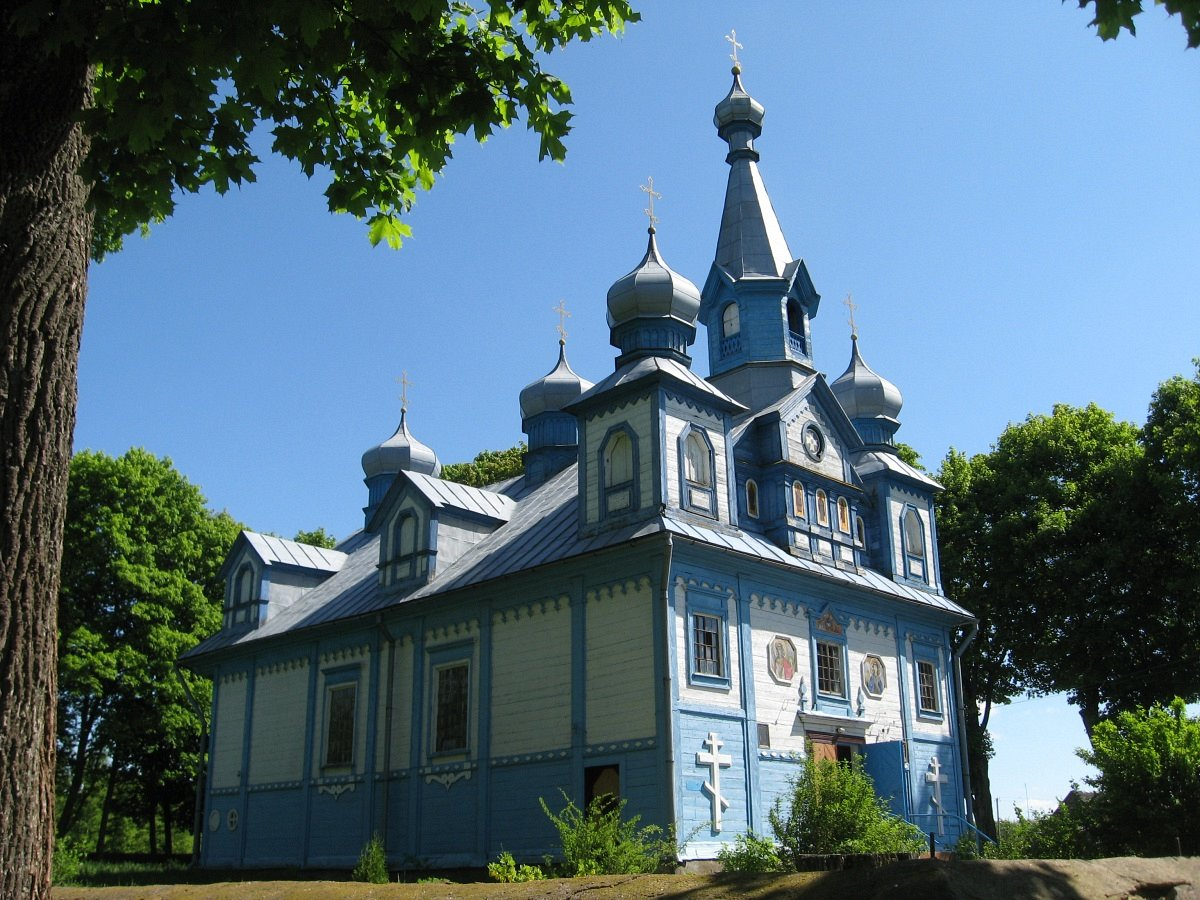